# Vũ Hải Triều
Vũ Hải Triều là Trung tướng Công an nhân dân Việt Nam. Ông từng giữ chức Phó Tổng cục trưởng Tổng cục An ninh 2 (an ninh nội địa), Bộ Công an Việt Nam. Ông được Thủ tướng Nguyễn Tấn Dũng thăng quân hàm từ Thiếu tướng lên Trung tướng vào ngày 25 tháng 4 năm 2007.

## Sự nghiệp
Ông từng giữ chức Phó Tổng cục trưởng Tổng cục An ninh 2 (an ninh nội địa), Bộ Công an Việt Nam.
Ông được Thủ tướng Nguyễn Tấn Dũng thăng quân hàm từ Thiếu tướng lên Trung tướng vào ngày 25 tháng 4 năm 2007, cùng đợt thăng thiếu tướng lên trung tướng công an với 11 người khác gồm Trần Đại Quang, Trương Hòa Bình, Đặng Văn Hiếu, Trịnh Lương Hy, Hoàng Đức Chính, Sơn Cang, Lê Văn Thành, Phạm Văn Đức, Phạm Nam Tào, Nguyễn Xuân Xinh, Nguyễn Văn Thắng.
Dưới thời ông làm Phó tổng cục trưởng Tổng cục An ninh, Bộ Công an có các vụ bắt giữ các nhà bất đồng chính kiến nổi tiếng như Lê Công Định, Nguyễn Tiến Trung, Trần Anh Kim.